# (100704) 1998 BG
(100704) 1998 BG es un asteroide perteneciente al cinturón de asteroides descubierto el 17 de enero de 1998 por Peter Kolény y el también astrónomo Leonard Kornoš desde el Observatorio Astrofísico y Geofísico de Modra, Modra, Eslovaquia.

## Designación y nombre
Designado provisionalmente como 1998 BG.

## Características orbitales
1998 BG está situado a una distancia media del Sol de 2,658 ua, pudiendo alejarse hasta 2,988 ua y acercarse hasta 2,328 ua. Su excentricidad es 0,124 y la inclinación orbital 12,45 grados. Emplea 1583,35 días en completar una órbita alrededor del Sol.

## Características físicas
La magnitud absoluta de 1998 BG es 15,1. 